# Egalitarizmus
Az egalitarizmus vagy egalitarianizmus egy olyan gondolkodási iskola, mely szerint a legfontosabb az emberek közötti egyenlőség. A Stanford Encyclopedia of Philosophy szerint az egalitarizmus doktrínája szerint minden ember egyenlő a társadalmi helyzetük tekintetében. A Merriam-Webster Dictionary szerint a modern nyelvben a szónak két külön definíciója van: Az egyik egy politikai doktrína, mely szerint minden embert egyenlőként kell kezelni, és mindenkinek ugyanolyan politikai, gazdasági, társadalmi és polgári jogai vannak. Társadalmi filozófiai értelemben pedig az emberek közötti gazdasági különbségek eltüntetését, gazdasági egalitarizmust valamint a hatalom szétosztását jelenti. Néhány forrás meghatározása szerint az egalitarizmus az a nézőpont, mely szerint az egyenlőség az emberiség természetes állapota.